# Lista de minisséries da Record
As minisséries da RecordTV estão relacionadas nesta lista, que apresenta: data de início, data do final e quantidade de capítulos das minisséries da RecordTV. Iniciado com A Filha do Demônio a maioria das minisséries são bíblicas com A História de Ester e políticas como Plano Alto.
Três minisséries estrearam às 06h30 da manhã entre 2000 e 2001, dentro da programação da Igreja Universal do Reino de Deus: De Volta Para a Vida, de João Gonçalves; Nas Ondas da Vida, de Alynthor Magalhães Júnior e Felicidade Existe de Carlos Falat.

## Minisséries por ordem de exibição

### Década de 1990
| #  | Início                 | Término                 | Título                | Horário | Cap. | Autoria                       | Diretor          | #      |
| -- | ---------------------- | ----------------------- | --------------------- | ------- | ---- | ----------------------------- | ---------------- | ------ |
| 1  | 3 de março de 1997     | 7 de março de 1997      | A Filha do Demônio    | 20h15   | 5    | Ronaldo Ciambroni             | Attílio Riccó    | [ 2 ]  |
| 2  | 10 de março de 1997    | 21 de março de 1997     | Olho da Terra         | 20h15   | 10   | Ronaldo Ciambroni             | Attílio Riccó    | [ 3 ]  |
| 3  | 14 de abril de 1997    | 19 de junho de 1997     | Direito de Vencer     | 20h15   | 49   | Ronaldo Ciambroni             | Atílio Riccó     | [ 4 ]  |
| 4  | 7 de julho de 1997     | 15 de agosto de 1997    | Por Amor e Ódio       | 20h15   | 30   | Vivian de Oliveira            | Attílio Riccó    | [ 5 ]  |
| 5  | 1 de outubro de 1997   | 31 de outubro de 1997   | Uma Janela para o Céu | 20h15   | 23   | Lilinha Viveiros Paulo Cabral | Atílio Riccó     | [ 6 ]  |
| 6  | 1 de novembro de 1997  | 30 de novembro de 1997  | Velas de Sangue       | 20h15   | 26   | Lilinha Viveiros Paulo Cabral | Atílio Riccó     | [ 7 ]  |
| 7  | 1 de dezembro de 1997  | 31 de dezembro de 1997  | A Sétima Bala         | 20h15   | 27   | Ronaldo Ciambroni             | Atílio Riccó     | [ 8 ]  |
| 8  | 22 de dezembro de 1997 | 26 de dezembro de 1997  | O Desafio de Elias    | 20h15   | 5    | Yves Dumont                   | Luís Antônio Piá | [ 9 ]  |
| 9  | 5 de janeiro de 1998   | 30 de janeiro de 1998   | Do Fundo do Coração   | 20h15   | 22   | Lilinha Viveiros Paulo Cabral | Atílio Riccó     | [ 10 ] |
| 10 | 28 de janeiro de 1998  | 28 de fevereiro de 1998 | Alma de Pedra         | 20h15   | 25   | Vivian de Oliveira            | Attílio Riccó    | [ 11 ] |
| 11 | 14 de dezembro de 1998 | 25 de dezembro de 1998  | A História de Ester   | 20h15   | 10   | Yves Dumont                   | Luís Antônio Piá | [ 12 ] |

### Década de 2010
| #  | Início                 | Término                | Título                | Horário | Cap. | Autoria            | Diretor            | #      |
| -- | ---------------------- | ---------------------- | --------------------- | ------- | ---- | ------------------ | ------------------ | ------ |
| 12 | 13 de março de 2010    | 01 de abril de 2010    | A História de Ester ‡ | 23h15   | 10   | Vivian de Oliveira | João Camargo       | [ 13 ] |
| 13 | 4 de janeiro de 2011   | 2 de fevereiro de 2011 | Sansão e Dalila ‡     | 23h15   | 18   | Gustavo Reiz       | João Camargo       | [ 14 ] |
| 14 | 24 de janeiro de 2012  | 3 de maio de 2012      | Rei Davi ‡            | 23h15   | 30   | Vivian de Oliveira | Edson Spinello     | [ 15 ] |
| 15 | 30 de janeiro de 2013  | 9 de outubro de 2013   | José do Egito ‡       | 23h15   | 38   | Vivian de Oliveira | Alexandre Avancini | [ 16 ] |
| 16 | 30 de setembro de 2014 | 17 de outubro de 2014  | Plano Alto ‡          | 23h15   | 12   | Marcílio Moraes    | Ivan Zettel        | [ 17 ] |
| 17 | 15 de junho de 2015    | 06 de julho de 2015    | Na Mira do Crime      | 23h30   | 5    | Tiago Santiago     | Edson Spinello     | [ 18 ] |
| 18 | 26 de junho de 2018    | 09 de julho de 2018    | Lia ‡                 | 20h45   | 10   | Paula Richard      | Juan Pablo Pires   | [ 19 ] |
|    |                        |                        |                       |         |      |                    |                    |        |

### Década de 2020
| #  | Início             | Término             | Título       | Horário | Cap. | Autoria           | Diretor            | #      |
| -- | ------------------ | ------------------- | ------------ | ------- | ---- | ----------------- | ------------------ | ------ |
| 19 | 7 de abril de 2025 | 11 de abril de 2025 | Neemias      | 22h45   | 5    | Cristiane Cardoso | Felipe Cunha       | [ 20 ] |
| 20 | 2025               | 2025                | A Vida de Jó | 22h45   | 20   | Cristiane Cardoso | Alexandre Avancini | [ 21 ] |

‡ Indica minissérie disponível na RecordPlus.